# Tarbha
Tarbha is een stad en “notified area” in het district Subarnapur van de Indiase staat Odisha. 

## Demografie
Volgens de Indiase volkstelling van 2001 wonen er 7.993 mensen in Tarbha, waarvan 51% mannelijk en 49% vrouwelijk is. De plaats heeft een alfabetiseringsgraad van 68%. 